# Sarah Mullallyová
Sarah Elisabeth Mullallyová, roz. Bowserová DBE (* 26. března 1962), je anglikánská biskupka a bývalá zdravotní sestra. V letech 1999 – 2004 zastávala post hlavní ošetřovatelky Spojeného království (Chief Nursing Officer). V červenci 2015 byla jmenována biskupkou Creditonu a biskupkou sufragánkou exeterské diecéze. Roku 2017 bylo oznámeno, že se stane první ženou v čele londýnské diecéze. Dne 25. ledna 2018 se stala biskupkou londýnské diecéze.

## Osobní život
Roku 1982 se provdala za Eamonna Mullallyho. Mají spolu dvě děti (dceru a syna). Uvedla, že trpí dyslexií a je pro ni obtížné číst biblické genealogie.